# Командное первенство ВЦСПС по шахматам
Первенства ВЦСПС — всесоюзные командные соревнования с участием сильнейших шахматных команд профсоюзов.
Проводились периодически с 1927 года. До 1953 года в составе каждой команды были шахматисты и шашисты.
- 1927, Москва; проводилось одновременно с 5-м мужским чемпионатом СССР.
  - Итоги: 1. «Совторгслужащие» — 54½ очка из 80; 2—3. «Рабпрос», «Строитель» — по 51½.
- 1928, Москва; проводилось одновременно с личным первенством ВЦСПС.
  - Итоги: 1. «Совторгслужащие» — 27½ очков из 45; 2—3. «Металлист», «Строитель» — по 26.
- 1931, Москва.
  - Итоги: 1. «Электрик» — 16½ очков из 24; 2—3. «Госторговля», «Кооперация» — по 12.
- 1938, Москва.
  - Итоги: 1. «Строитель» — 31 очко из 50; 2. «Молния» — 30; 3. «Зенит» — 29½.
- 1939, Ленинград.
  - Итоги: 1. «Зенит» — 20½ очков из 30; 2. «КИМ» — 15½; 3. «Строитель» — 15.
- 1945, Москва.
  - Итоги: 1—2. «Большевик — 1»; «Зенит» — по 70½ очков из 100; 3—4. «Наука», «Строитель» — по 68.
- 1947, Ленинград.
  - Итоги: 1. «Большевик» — 57½ очков из 90; 2. «Наука» — 54½; 3. «Судостроитель» — 54.
- 1949, Ленинград.
  - Итоги: 1. «Наука» — 60 очков из 90; 2. «Большевик» — 59½; 3. «Зенит» — 49½.
- 1951, Ленинград.
  - Итоги: 1. «Наука» — 44 очка из 70; 2. «Искра» — 43½; 3. «Зенит» — 39.
- 1953, Минск.
  - Итоги: 1. «Наука»— 71½ очко из 100; 2. «Искра» — 66; 3. «Локомотив» — 56½.
- 1979, Ленинград.
  - Итоги: 1. «Полёт» — 68 очков из 100; 2. «Русский дизель» — 63½; 3. «Маяк» —61½.
- 1982, Ленинград.
  - Итоги: 1. «Полёт» — 30 очков из 45; 2. «Пластполимер» — 28½; 3. «Торпедо» — 26.
- 1985, Ростов-на-Дону.
  - Итоги: 1. «Пластполимер» — 26½ очков из 36; 2. «Полёт» — 23; 3. «Торпедо» — 22½.
- 1986, Ярославль.
  - Итоги: 1. «Полёт» — 21 очко из 28; 2. «Пластполимер»— 20½; 3. «Русский дизель» — 18½.
- 1987, Ленинград.
  - Итоги: 1. «Полёт» — 47 очков из 70; 2. «Торпедо» — 43½; 3. «Пластполимер» — 34½.